# コンクリーション

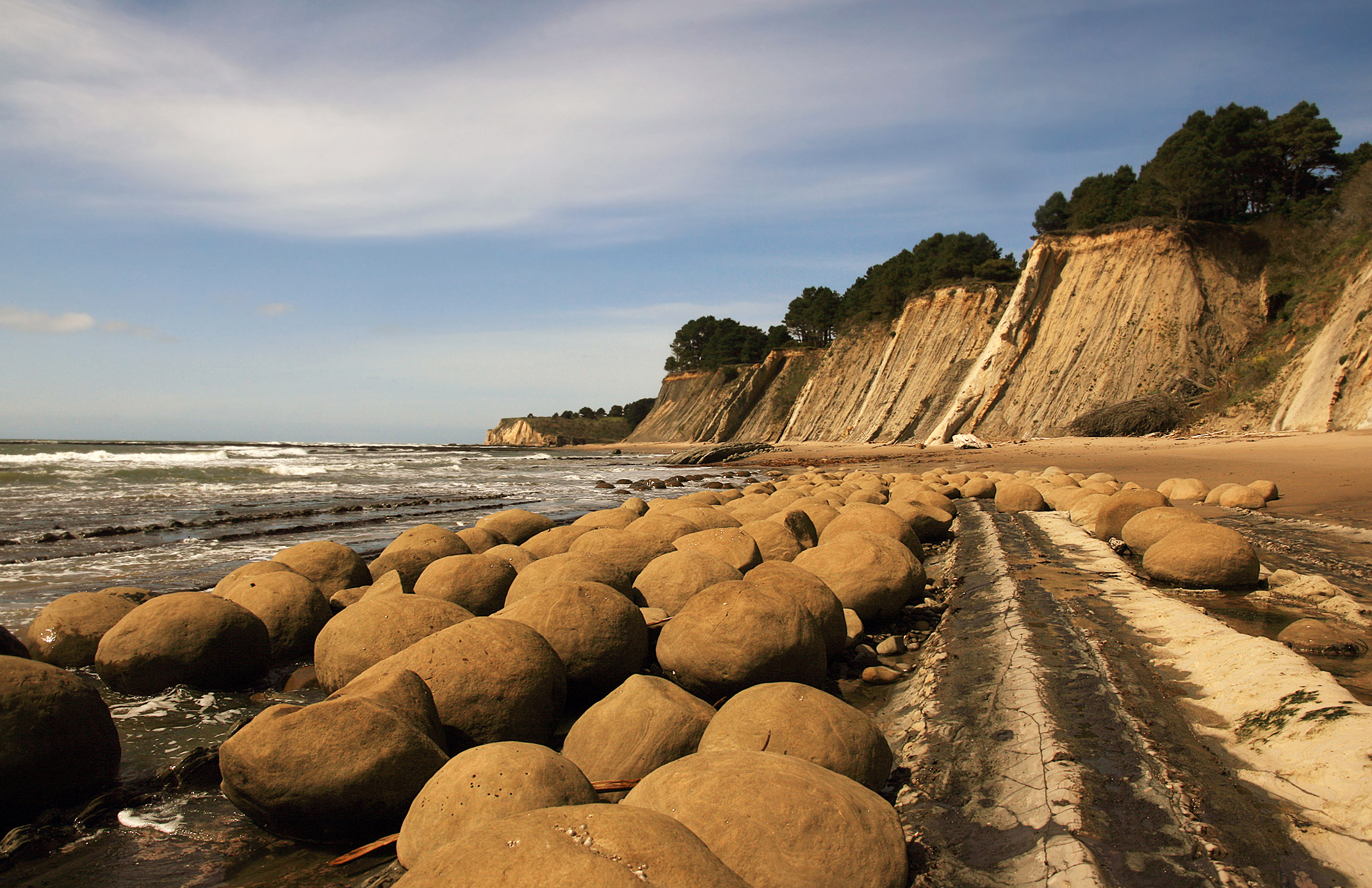
泥岩の風化によって削り出されたコンクリーション（Bowling Ball Beach, Mendocino County, California）

コンクリーション（英: concretion）は、堆積物中にできた球状、板状、不規則な形など多様な形状がみられる硬い塊で、鉱物または鉱物とそれ以外の凝集したもの。大抵は周囲の母岩の地層とは明らかに組成が異なる。
化学的条件の差により特定の場所に間隙水を通じて物質が沈殿、再結晶して形成され、しばしば有機物や化石などが核となる。ほとんどのコンクリーションは続成作用の過程で形成されるが、石灰岩や頁岩のように堆積直後から形成されるものも多い。
なお、不規則な形状のコンクリーション、スフェルライト (spherulite)、結晶性凝集体(crystalline aggregate)、ジオード（geode, 晶洞）、セプタリア (septaria)など、セグリゲーション (segregation)によってできた一次鉱物・二次鉱物の集合した塊に対して、コンクリーションを漠然とした名称として使うこともある。この場合、火成岩中のものも含まれる。
奇妙な形状のものもあって、18世紀ごろから地質学的な記録があるが、恐竜の卵、動植物の化石のほか、地球外物質や人工物（オーパーツ）などと扱われることもあった。
日本語では団塊、結核体、凝結物などの語を使うことがあるが、団塊は、ノジュール (nodule)も指すため注意が必要。
英語concretionは凝縮、凝固、結合などを意味するラテン語concretioの借用語。concretioはconcrescereの派生語で、con-（一緒に）crescere（成長する）意味がある。

## 成因
詳しい研究によって、堆積物が埋積した後、続成作用により完全に岩石化(lithification)する前の段階でコンクリーションが起こることが分かっている。典型的には、主に植物の葉、生物の歯、貝殻、化石などの有機物を核として鉱物が沈殿していき塊となる。そのため、化石を収集する者はコンクリーションを割って生物標本を探すことがしばしばある。珍しいものでは、イギリスの海岸地帯の塩性湿地で第二次世界大戦中の砲弾を核とする菱鉄鉱コンクリーションが見つかる例がある。
泥岩中の炭酸塩コンクリーションも生物起源と考えられ、例えば有機物中の炭素と海水中のカルシウムなどが結合して炭酸カルシウム（方解石）となり、これら鉱物が沈殿してできる。その形成速度は数週間 - 数か月程度と考えられている。炭素成分が結合しきるまで続き、核となる化石が大きいほど大きくなるとされる。
砂岩中のコンクリーションの成因ははっきりしないが、水の蒸発による無機的な沈殿と考えられている。
堆積時に同時生的に生成された一次団塊（または同生団塊）、堆積後の続成作用で生成された二次団塊（または後生団塊）などの分類をする場合もある。マンガン団塊やリン酸塩団塊は一次団塊で、泥灰岩団塊やチャート団塊は二次団塊。

## 外観
コンクリーションの大きさは、拡大鏡を使わなければはっきり見えない、直径数ミリ程度のペレット状の小さなものから、直径3メートル(m)・重さ1トン前後に達するような巨大なものまである。アメリカのセオドア・ルーズベルト国立公園で見つかる巨大な赤色のコンクリーションは直径約3メートルである。エジプトのファイユーム盆地からは、直径9メートルに達する球状コンクリーションが見つかっている。
周囲の環境により、コンクリーションの形成は同心円状となったり、堆積物中に浸透するような形となったりする。外観は球形、円板状、管状のほか、ブドウの房状や気泡の集合したような集塊状など様々である。
かつて、こうした形状の違いを成長方向と関連付けた分類がTodd(1903)により試みられた。中心から外側に向かって成長する外向性団塊、外側の殻から内部に向かって成長する内向性団塊、不規則な方向に成長する中間性団塊、中空のパイプ状の中空団塊の4区分である。

## 組成
コンクリーションのセメント物質は、通常は母岩に少量含まれる鉱物である。砂岩や頁岩中のコンクリーションは方解石などの炭酸塩鉱物からなる。石灰岩のものはチャート、燧石、碧玉のような非晶質や微晶質 (microcrystalline)の石英。なお、黒色頁岩のものは黄鉄鉱からなる場合がある。他には赤鉄鉱や針鉄鉱などの酸化鉄や水酸化鉄、苦灰石、菱鉄鉱、アンケル石、白鉄鉱、重晶石、石膏などがある。
多くは単一の鉱物からなるが、条件によっては他の鉱物も含むことがある。例えば、炭酸塩コンクリーションのうち硫酸塩還元バクテリアが関与する場合は、微量の黄鉄鉱を含んだり、方解石・重晶石・黄鉄鉱の混合となったりする。

## 産状
主に泥岩、頁岩、砂岩層から産出し、一見すると、礫や化石であるかのように見える。化石などを核として形成されていることもあるが、コンクリーション自体は化石ではない。地層中に、結節のような斑点となって層理面に沿い集まって分布し、風化・侵食によって露頭から突き出ていたり、崩れ落ちて下に散らばっていたりする。
火星上でも発見されていて、探査機オポチュニティーがイーグルクレーターで発見した小さな赤鉄鉱のコンクリーションはMartian spherulesと呼ばれている。

## 著名な例
化学組成、形状、サイズ、成因などによって、さまざまなタイプのコンクリーションが見つかっている。

### セプタリアン・コンクリーション

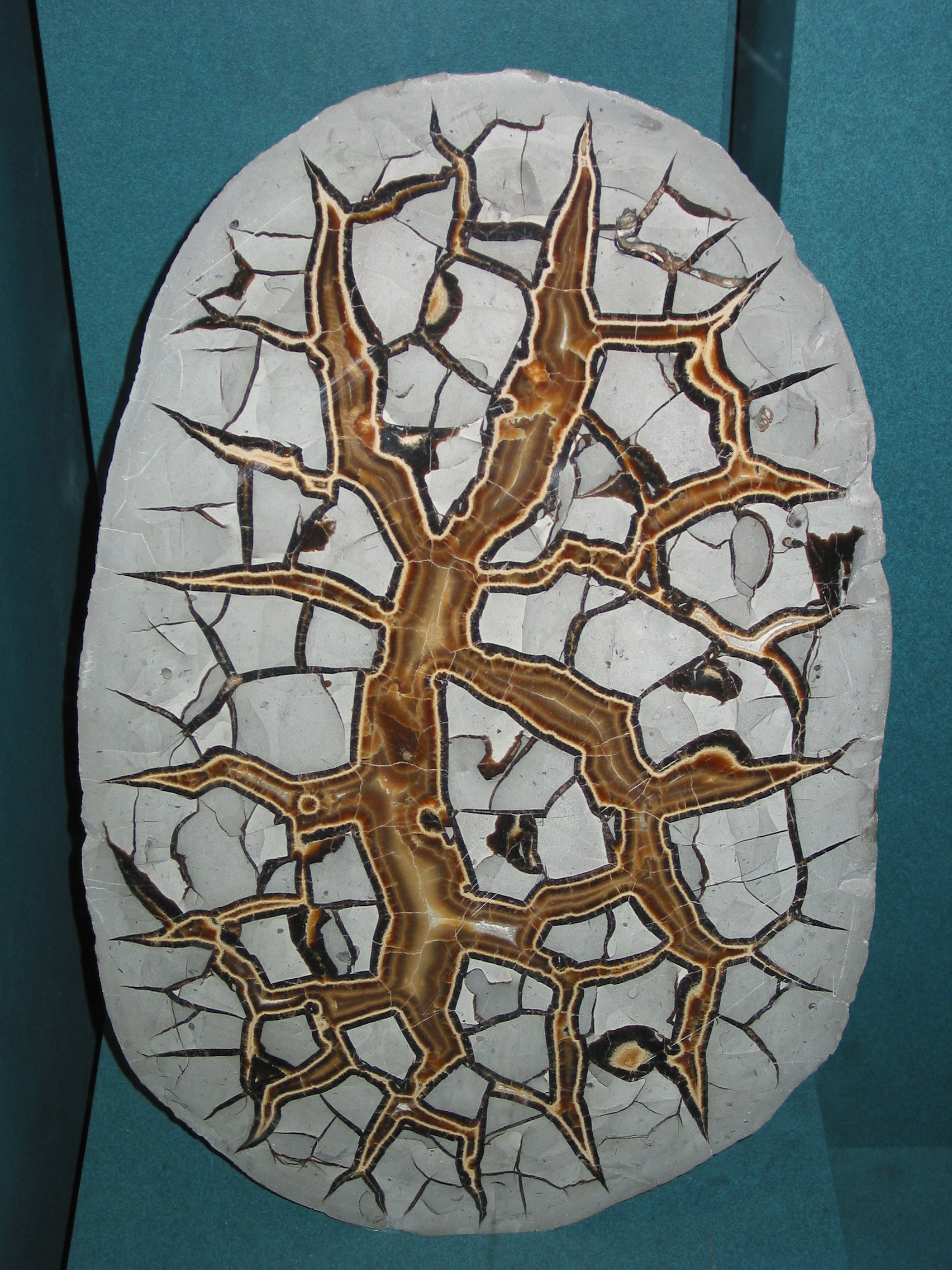
セプタリアン・コンクリーションの断面。

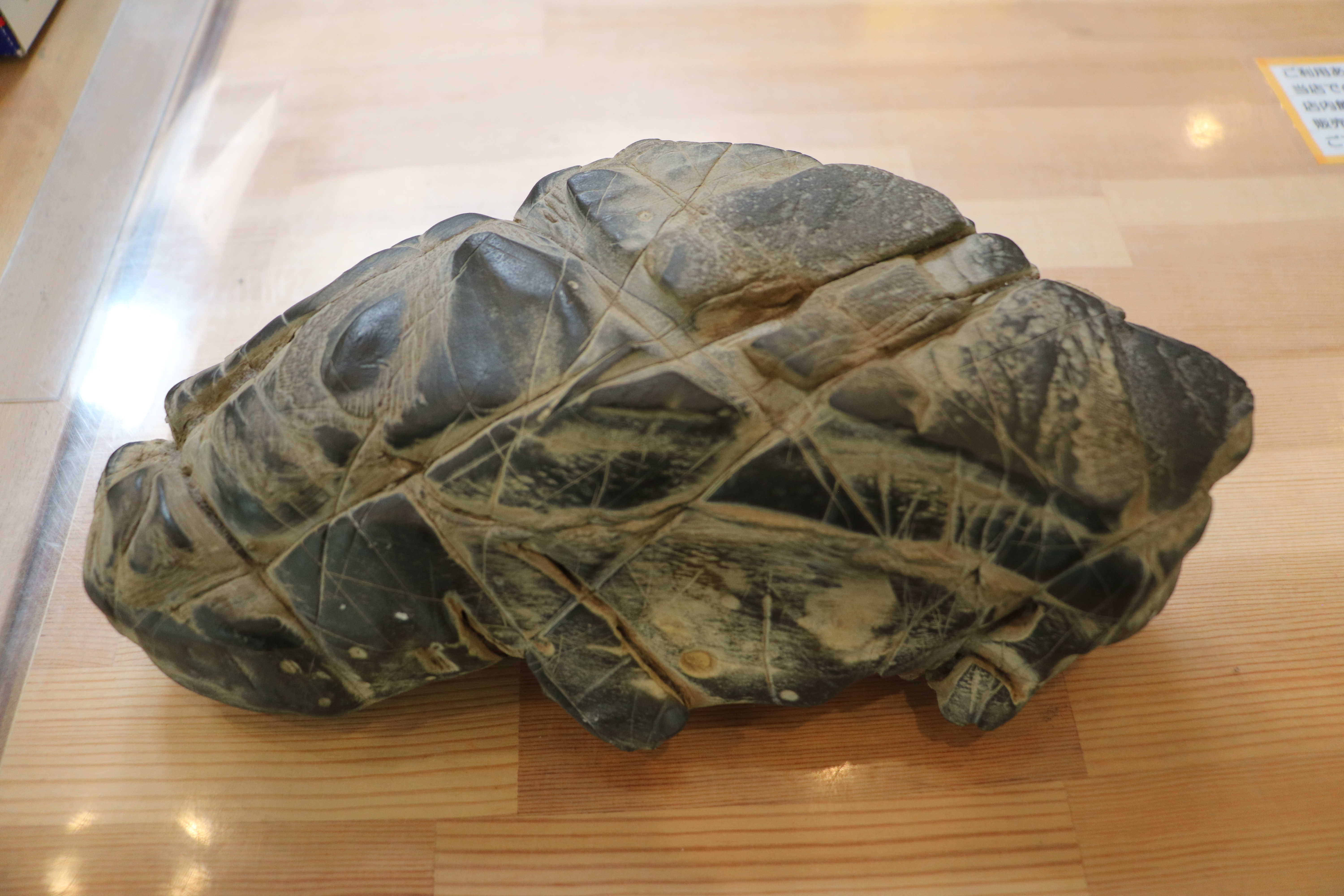
群馬県上野村の亀甲石

セプタリアン・コンクリーション（septarian concretion）もしくは亀甲石（きっこうせき）は、セプタリアン・ノジュール、セプタリア（septaria）とも呼ばれ、割れ目状の構造を持つ。septariaは亀裂を意味するラテン語の「septum」に由来する。日本語の亀甲石も、多角形の割れ目模様が亀甲のようであることに由来する。ふつう炭酸塩に富む泥岩にみられ、内部は多面体様の基質の隙間を鉱物で満たされた放射状の亀裂が区切る構造をしていて、亀裂は縁に向かって細くなる。同心円状の亀裂がみられることもある。亀裂の形やその体積の大小は、収縮の程度に関係すると考えられるが、物によって大きく幅がある。
典型的には、基質は粘土鉄岩などの粘土質炭酸塩で、亀裂を充填するのは方解石。よく鉄の含有が多い鉄方解石となっていて、黄鉄鉱や粘土鉱物を含むこともある。亀裂によくみられる茶色の方解石は、元の堆積物に含まれる有機物が細菌に分解された有機化合物が着色している場合があると考えられる。
一般には内部から外側へと同心円状に成長するものと考えられ、多くのコンクリーションの内部構造はこのモデルに一致する。しかし、その根拠は不確かで、コンクリーションの体積の大部分は一斉に浸透する物質のセメント化（cementation、膠結）により形成された可能性があるとされる。
炭酸塩に富むセプタリアの成因には議論がある。脱水により外殻部分の硬化と基質の収縮が起き亀裂が生じるとの説があり、基質の離漿 (syneresis)による脱水も関与する可能性がある。もう一つの説としては、形成初期に外側のセメント化が進んで浸透性が低下し、内部に保持されている流体に埋没による過剰な間隙圧が加わって亀裂が生じるというものがあり、深さ10メートル程度で生じうる。他には、有機物の腐敗によって生じるガスによる膨張、地震による内部の脆性破壊が関与するとの説もある。
セプタリアン・コンクリーションは、イギリススカイ島のスタッフィン (Staffin)頁岩層、イギリスのキンメリッジ粘土層 (Kimmeridge Clay)、北米のマンコス層群 (Mancos Group)などの海成の頁岩からよく見つかっており、モザンビーク北西部の湖沼性シルト岩ボーフォート (Beaufort)層群のように泥岩類からも見つかる。

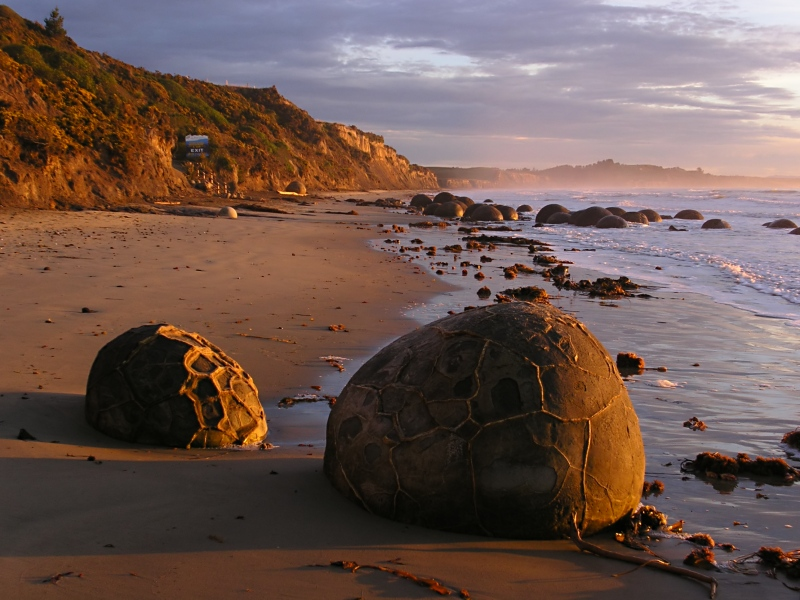
モエラキ海岸のコンクリーション（ニュージーランド）

典型的なサイズの例では、イングランドのウェセックス海岸の崖でキンメリッジ粘土層から産出するものが挙げられる。
セプタリアン・コンクリーションの特徴的な例として、ニュージーランド南島モエラキ (Moeraki)の海岸の転礫モエラキ・ボルダー（Moeraki Boulders）がある。モエラキ層（新生代暁新世）の泥岩から洗い出されて露出したもので、直径は最大3メートルある。泥粒子が方解石でセメント化され、亀裂は方解石、石英、苦灰石に充填されている。
日本では、北海道夕張付近の白亜紀の地層、新潟県の中新世の地層に比較的多く分布する。群馬県上野村の上野村亀甲石産地は日本の国指定天然記念物となっている亀甲石（セプタリア）の産地である。

### キャノンボール・コンクリーション
大砲の弾のように巨大な球状コンクリーションを指す。アメリカノースダコタ州モートンとスーカウンティを流れるキャノンボール川 (Cannonball River)沿いで見つかるものは、直径3メートルに達することがあり、砂とシルト粒子が方解石によってセメント化されてできたものである。ユタ州北東部およびワイオミング州のフロンティア (Frontier)層の砂岩の露頭からは、直径4 - 6 mにも及ぶ同様のコンクリーションが発見されており、砂粒子が方解石によってセメント化されて形成されたものである。カンザス州オタワ郡にあるその名も「ロックシティ」(Rock City, Kansas)では、直径が6メートルにもなる巨大なコンクリーションが見つかっている。キャノンボール・コンクリーションは他に、アメリカアラスカ州のクック湾の砂浜やコディアック島の海岸、中国湖南省などでも報告がある。ルーマニアには、トロヴァント (trovant)と呼ばれる同種のものがある。

### モキマーブル

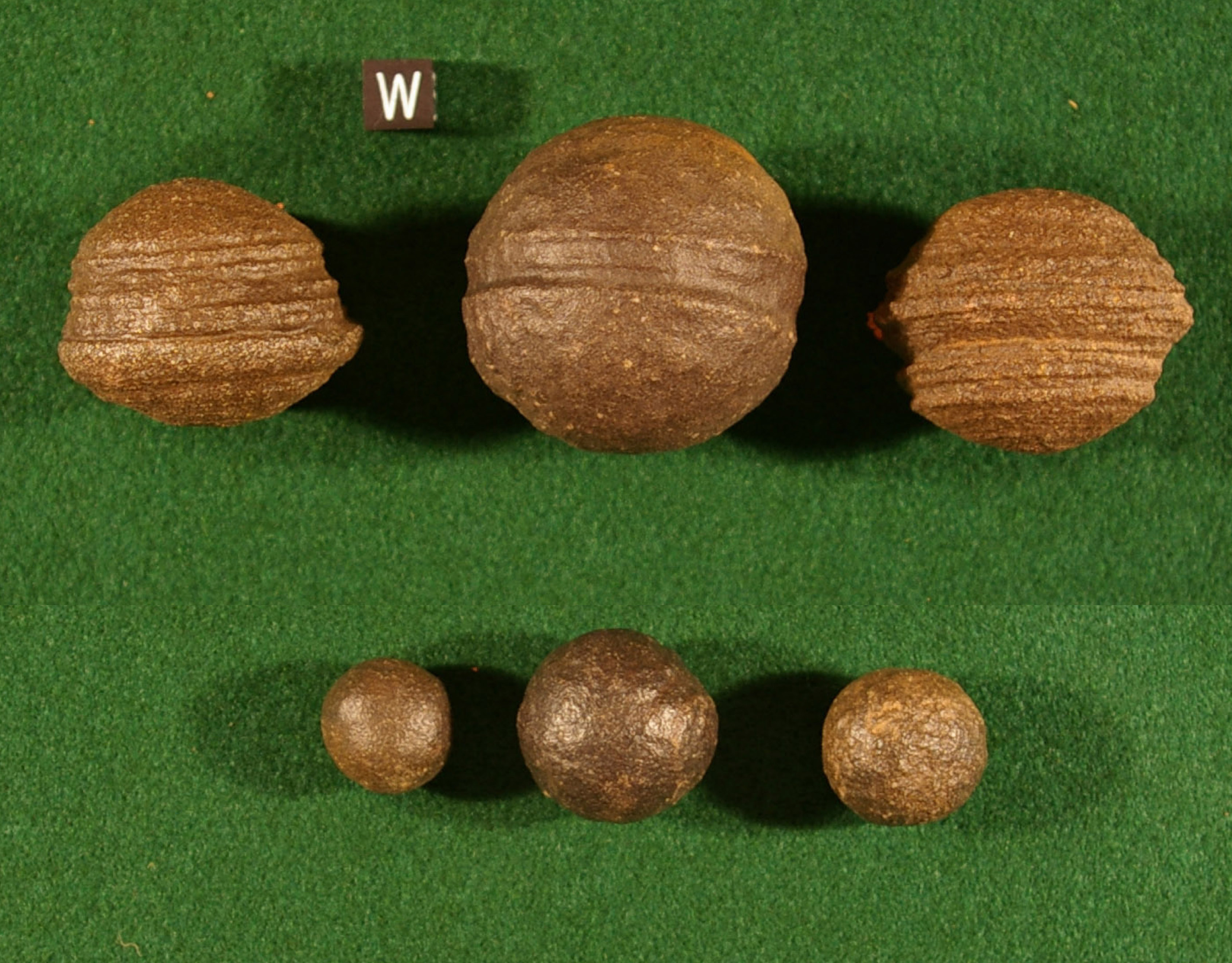
モキマーブルと呼ばれる鉄コンクリーション。ユタ州ナバホ砂岩から産出する。

モキマーブル (Moqui Marbles)は、アメリカ・ユタ州南東部のナバホ砂岩 (Navajo Sandstone)から大量に見つかる鉄分（褐鉄鉱や赤鉄鉱）を主成分とするコンクリーションである。ふつう球状であるが、ディスク状であったり、複数がつながったものなど、様々な形状のものも見られる。エンドウ豆から野球ボールサイズまで、大きさの範囲も広い。地下水に溶けた鉄の沈殿によって形成されたと考えられてきた。火星上で見つかった小さなコンクリーションMartian spherulesとの類似性が指摘されている。

### その他

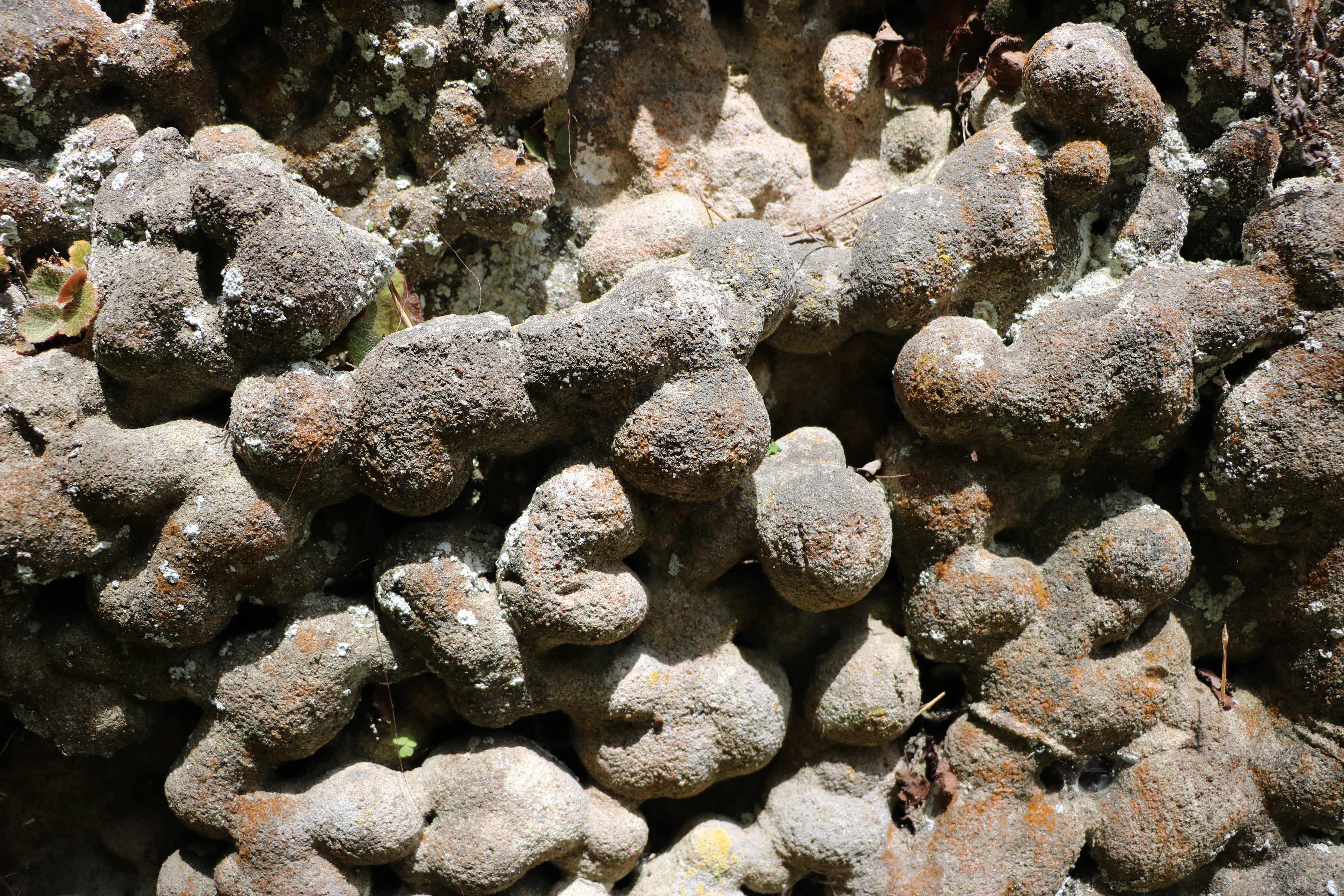
富山県氷見市の「飯久保の瓢箪石」

土偶のような形をした褐鉄鉱からなる褐色の団塊を高師小僧という。地下水中の鉄分が植物遺体のまわりに沈殿したもので、稀に沈殿物がシリカの場合がある。日本の国指定天然記念物となっているものに、北海道名寄市瑞穂の河成段丘から産する「名寄高師小僧」、滋賀県日野町別所の凝灰岩層中に産する「別所高師小僧」がある。
団塊の中でも振るとカラカラと音を立てるようなものには、鳴り石や鈴石の名が付けられているものがある。団塊の内部が溶解したり剥がれ落ちたりして分離があると、音が出る。益富壽之助によれば、このように内部に砂や粘土を含み空洞のある褐鉄鉱の団塊は、鳴石や鈴石の他、樽石、岩壺、壺石、饅頭石、ハッタイ石などの名で呼ばれた。古代中国の時代から本草学の書に薬効と共に記載のある禹餘粮、太一餘粮もこの種の団塊に該当すると考えられる。正倉院の宝物にも禹餘粮、太一禹餘粮の記載があるが、現代に至っては禹餘粮は全く残っておらず、太一禹餘粮は殻の一部破片だけが残るのみで内容物の粉末は残っていない。これは丹薬として権力者が秘かに持ち出し飲用したためではないかと推測されている。
この種の団塊で日本の国指定天然記念物となっているものでは、北海道名寄市緑丘の河成段丘から産し鉄質の殻をもつ「名寄鈴石」、岐阜県土岐市の砂礫層中から産し、中空の壺のような形状の塊で礫および褐鉄鉱を含む珪質粘土の固まった「美濃の壺石」がある。
砂などが交じり空洞のある褐鉄鉱や菱鉄鉱の団塊は古くから各地で見つかり、rattle stone、イーグルストーン (eagle‐stone)、アエタイト (aetite)などの名があった。イーグルストーンは典型的にはクルミ大の粘土鉄岩（粘土質炭酸鉄鉱）。かつて鷲がこれを安産のために巣に持ち帰るとされていたことに由来しており、身に着けることで安産あるいは懐妊のお守りにもされた。
黄土中にみられる、石灰分からなる土偶のような形や不規則な形をした団塊を黄土小僧または黄土人形という。黄土中から地下水に溶けた石灰分が、植物遺体のまわりなどに沈殿してできると考えられている。
珪乳石（メニライト、menilite）は濁った灰色のオパール質の団塊である。
上記の他に日本の国指定天然記念物となっている団塊あるいは団塊状の岩石を挙げる。
- 富山県氷見市飯久保地区の「飯久保の瓢箪石」 - 砂岩層から産する瓢箪（ひょうたん）あるいは繭（まゆ）のような形状の団塊である[84]。